# پیپ تورنس
پیپ تورنس (به انگلیسی: Pip Torrens) (زاده ۲ ژوئن ۱۹۶۰) بازیگر انگلیسی است.
از نفش‌آفرینی‌های او می‌توان به بازی در شروود، اسب جنگی، هدف از زیبایی، پشیمانی‌های خانم آستین، سنت ترینیان ۲، جما باوری، برای پایان دادن به تمام جنگ‌ها، بلوز آکسفورد و معامله‌گر سرکش اشاره کرد.